# Cotonou VII
Cotonou VII è un arrondissement del Benin situato nella città di Cotonou (dipartimento del Litorale) con 39.138 abitanti (dato 2006).